# Station Krzewie
Station Krzewie is een spoorwegstation in de Poolse plaats Krzewie.